# Maurice Glaize
Pour les articles homonymes, voir Glaize.
Ne doit pas être confondu avec Maurice Gleize.
Maurice Glaize, né le 26 décembre 1886 à Paris 6e et mort le 17 juillet 1964 à La Rochelle,, est un architecte, archéologue et écrivain. Après un glorieux passé dans une unité d'aérostiers durant la Première Guerre mondiale où il fut décoré de la légion d'Honneur militaire et de la Croix de guerre, il passe son diplôme d'architecte. Il fut membre de l'École française d'Extrême-Orient et nommé en tant que conservateur du site d'Angkor de 1936 à 1946. Maurice Glaize écrivit de nombreux articles et ouvrages sur la conservation et publia également un guide sur le groupe de monuments d'Angkor qui eut beaucoup de succès.

## Biographie
Maurice Victor Glaize, né le 26 décembre 1886, est issu d'une famille d'artistes tels son grand-père décorateur et son père architecte. Il est le fils de Ferdinand Lambert Glaize architecte honoraire de la ville de Paris, et de Jenny Marie Baltazard. Son grand-père paternel Auguste Barthelemy Glaize peintre et décorateur de talent. Son oncle Léon Glaize formé par son père travailla dans l'atelier Gérôme . Après des études au lycée Montaigne à Paris puis au lycée Hoche à Versailles, il obtint en 1904 son diplôme de Bachelier en Lettres et mathématiques mais aussi en lettres-philosophie. Après avoir fréquenté un an, l'École centrale, suivant la tradition familiale, dans le même esprit, Maurice Glaize entame des études d'architecture à l'Ecole des Beaux-Arts de Paris et devient l'élève de Gustave Umbdenstock, puis d'Henri Deglane.

### Service militaire et Première Guerre mondiale
En 1909, dans le cadre de son service militaire Maurice Glaize fut incorporé au 1er régiment du génie pour devenir deuxième sapeur à 23 ans Le sapeur est au départ, un militaire du génie des armées françaises chargé du travail de sape, c'est-à-dire de creuser des tranchées vers les lignes ennemies pour effondrer des fondations, des édifices ou des monuments..
Cependant, en 1913, Maurice Glaize participe à un concours organisé par l'École française d'Extrême-Orient destiné aux jeunes architectes passionnés d'archéologie afin d'attribuer une bourse de séjour à Angkor en 1913, mais il arrivera second derrière George Demazur qui partit pour Angkor mais dont la carrière fut interrompu par la guerre — il fut tué pendant la guerre en 1915 durant la bataille des Dardanelles.
Lors de la Première Guerre mondiale, qui survint le 2 août 1914, Maurice Glaize  est démobilisé et est enrôlé dans une unité de aérostiers à 28 ans.
Maurice Glaize gravit tous les échelons de simple soldat jusqu'au grade de lieutenant au 17 mars 1919, grâce à sa conduite brillante où il fit preuve de courage et de sang-froid. Du haut de sa nacelle, Maurice Glaize devait observer les positions ennemis et contrôler ainsi les tirs d'artillerie. Plusieurs fois, il dut sauter en parachute de son ballon en feu. Il fut décoré de la Croix de Guerre avec palmes, puis à titre posthume du titre de Chevalier de la légion d'honneur militaire.
Maurice Glaize obtient son diplôme d'architecte DPLG en 1919 à l'issue de la Première Guerre mondiale à 33 ans.

### Carrière en Indochine et Sénégal
Recruté par le Crédit foncier et de l'Union immobilière d'Indochine comme directeur de l'agence du Crédit Foncier, de  Phnom Penh (Cambodge), Maurice Glaize participe de 1928 à 1930 au suivi des chantiers d'établissements industriels ou commerciaux, de diverses habitations et du futur Hôtel Royal, en tant architecte expert. Puis il devient Membre de la Chambre de commerce et d'agriculture du Cambodge.

Maurice Glaize exerce ensuite à Saigon de 1931 à 1934, où il est expert-architecte près le Tribunal civil. Après un retour à Paris en 1934, il part à Dakar, où il travaille jusqu'en 1936 au Crédit Foncier Crédit foncier de l'Ouest africain  Dakar au Sénégal[pas clair].

### L'EFEO et Angkor
En 1936, lors de son retour à Paris, Maurice Glaize présente sa candidature à l'École française d'Extrême-Orient (EFEO), en devient membre le 1er décembre 1936 puis repart au Cambodge où il exerce les fonctions de « conservateur d'Angkor » à l'âge de 50 ans. En 1937, il est nommé Inspecteur du service archéologique et Conservateur des monuments d'Angkor.
Maurice Glaize fut membre de l'EFEO de 1936 à 1945. Il dut se battre pour obtenir des crédits pour la restauration de monuments en pleine guerre.

#### Travaux de débroussaillage et restauration du Mebon oriental, Phnom Krom, Phnom Bok, Preah Khan
À Angkor, il dirige le dégagement et la restauration du Mebon oriental, du Phnom Krom et du Phnom Bok, démarre les travaux au Preah Khan, au Bayon et à Angkor Thom.
Son activité de restauration va s'appliquer sur de très nombreux édifices. Soit, Maurice Glaize se limite parfois à un travail de dégagement et de consolidation, comme au Mebon oriental (1937-1939), au Phnom Krom (1938), ou au Phnom Bok (1939) ; soit, il procède à des reconstructions partielles, comme ce fut le cas à Neak Pean (1938-1939), au Preah Khan, au Bayon et à la Porte nord d'Angkor Thom (1939-1946).

#### La méthode d'anastylose appliquée à la restauration de Preah Palilay, sur la pyramide du Bakong, Prasat Bantey Samre, Mebon Occidental
Maurice Glaize exerce parfois sa fonction de façon plus interventionniste en reprenant la méthode déjà utilisée par Henri Marchal pour la première fois à Angkor au temple de Banteay Srei qui est l'anastylose ; méthode mise en œuvre pour la toute première fois au temple de Borobudur (Java) avec les travaux menés entre 1907 en 1911 par  Theodoor van Erp  (1874-1958), officier ingénieur de l’armée royale néerlandaise. L'anastylose fut ensuite reprise par Henri Marchal et devint une des méthodes de restauration de l'EFEO, et des conservateurs d'Angkor.
Maurice Glaize applique l'anastylose soit de façon partielle au monument (pavillon d'entrée de Preah Palilay en 1937-1938, temple principal de la pyramide du Bakong en 1936-1944), ou il touche l'ensemble du sanctuaire, comme à Bantey Samre (1936-1946) et au Mebon occidental (1943-1944). 

Cette grande pratique professionnelle lui permet d'engager une réflexion méthodologique sur les procédés de restauration et plus particulièrement sur l'adaptation des techniques de l'anastylose aux monuments khmers (Cahiers de l'EFEO, 1941).

#### Monographies sur l'architecture
Maurice Glaize est aussi en mesure de publier plusieurs monographies architecturales (Phnom Krom, Neak Pean, Preah Palilay) et de rédiger, après Jean Commaille (1er Conservateur d'Angkor), Henri Parmentier (Chef de l'Archéologie de l'EFEO) et Henri Marchal (2ème Conservateur d'Angkor) un nouveau guide d'Angkor. Ce dernier, extrêmement complet, est édité en 1944 à Saigon par le libraire-éditeur Albert Portail et connaît de très nombreuses rééditions officielles et pirates ; il reste encore aujourd'hui l'ouvrage de référence pour les visiteurs du site.
Dans son "guide des monuments du groupe d'Angkor" qui sera publié en 1944, Maurice Glaize fait une description d'Angkor Vat le plus grand et le mieux conservé des temples du site archéologique d'Angkor,.

#### Reprise de la restauration du Neak Pean et du Bakong
Reprenant la technique développée par Henri Marchal, il applique l'anastylose à grande échelle, notamment pour le Banteay Samre, le Neak Pean et le Bakong.

### Écrivain
Maurice Glaize a rédigé un certain nombre d'articles et d'ouvrages portant notamment sur les techniques de reconstruction des monuments à Angkor et sur l'Art Khmer.
Outre de nombreux articles dans les publications de l'EFEO, Maurice Glaize est connu du grand public par son guide Les Monuments du groupe d'Angkor dont la première édition date de 1944. Il reste une référence pour les visiteurs des monuments d'Angkor. Cet ouvrage a été réédité en 1948, 1963 et 1993, puis réimprimé à plusieurs reprises depuis cette date.

### Retour en France
Maurice Glaize quitte définitivement le Cambodge en 1946, à l'âge de 60 ans, pour participer, après un an de congé, à la reconstruction de La Rochelle.

### Vie personnelle
A la fin de ses études d'architecte mais à l'aube du déclenchement de la Première Guerre mondiale, le 3 janvier 1914, à l'âge de 28 ans, Maurice Glaize épouse à Paris Louise Carlier, ils eurent ensemble quatre enfants.

## Ouvrages et publications
- Travaux de recherches, secteur Sud-Est d'Angkor Thom, Prasat N 64. Région de Damdek,, PARIS, BEFEO, 1937, 635-636 p.
- "Essai sur la connaissance de Nâk Pân après anastylose";« Le gopura de Prah Palilai » ;« Le dégagement du Phnom Krom, précédé de quelques remarques sur les fondations de Yaçovarman », PARIS, BEFEO, 1940, 351-383 p.
- « L'anastylose, méthode de reconstruction des monuments anciens, son application à l'art khmer »,, PARIS, cahier de l'EFEO, 1941, 25-32 p.
- « À Angkor. Fouilles et Trouvailles à Bakong »,, Hanoi, cahier de l'EFEO, 1944, 18-19 p.
- Les Monuments du groupe d'Angkor, Saigon, Imprimerie Nouvelle Albert Portail, 1946, in-16, XIII-289 p., 30 plans et carte, 126 photographies hors-texte; 2e édition, 1948.